# Granada (departement)

Deprtementet Granada i Nicaragua

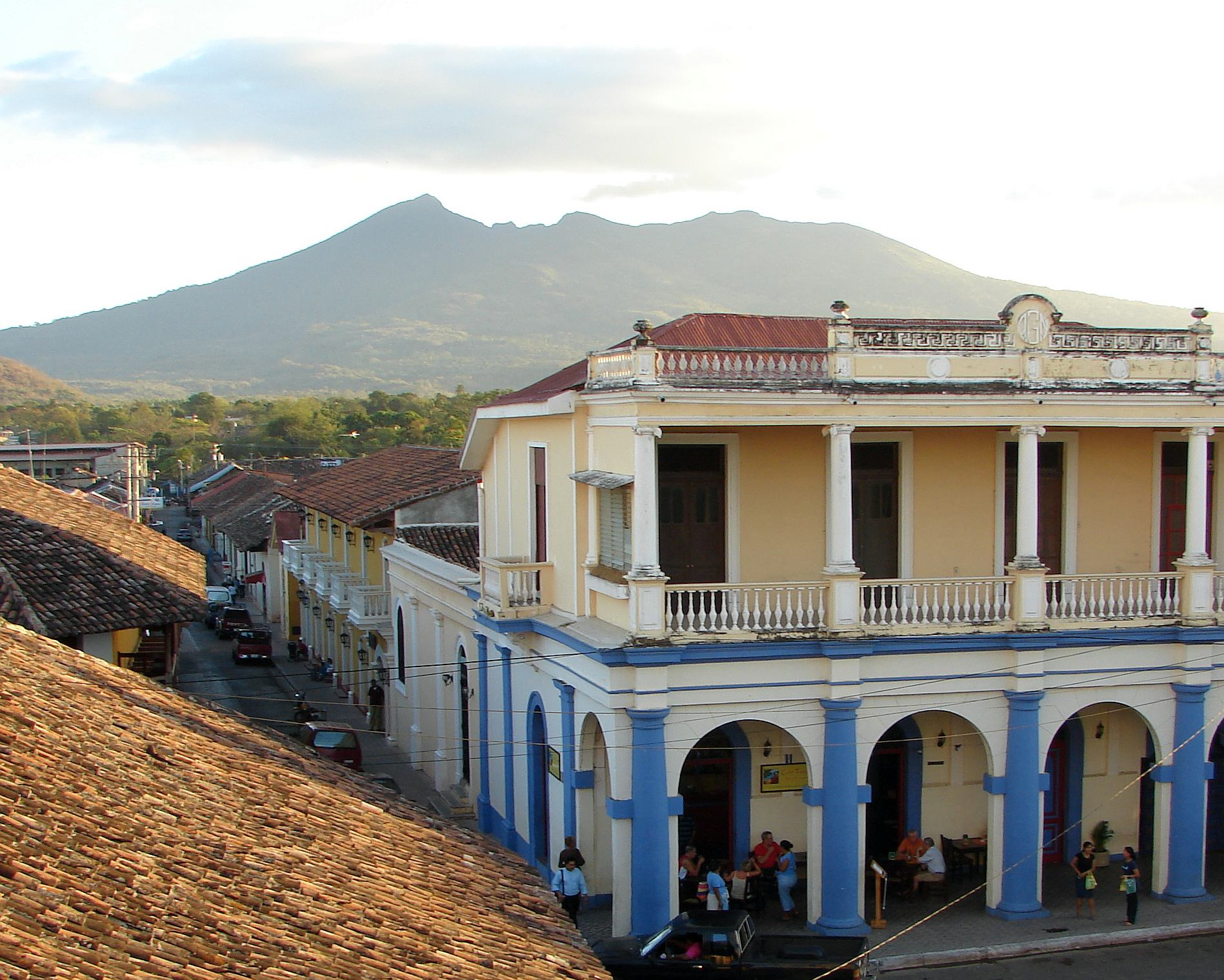
Staden Granada med vulkanen Mombacho i bakgrunden

Granada är ett departement i Nicaragua. Departementet täcker en yta av 929 km² och har 2005, 190 600 invånare. Huvudstaden i departementet är Granada, en av Nordamerikas äldsta städer. Granada ligger vid den nordvästra änden av Nicaraguasjön och gränsar till departementen Rivas, Carazo, Masaya, Managua och Boaco. Mitt i dpartementet ligger vulkanen Mombacho.

## Kommuner
Departementet har fyra kommuner (municipios):
1. Diriá
2. Diriomo
3. Granada
4. Nandaime